# Jean-Baptiste Vaquette de Gribeauval
Jean-Baptiste Vaquette de Gribeauval (Amiens, 15 settembre 1715 – Parigi, 9 maggio 1789) è stato un generale e ingegnere francese, comandante dell'arma di artiglieria, noto per aver effettuato una profonda riforma dei mezzi dell'arma stessa.
Creò il "sistema d'artiglieria Gribeauval", che diede all'artiglieria francese un'organizzazione superiore a quella delle altre armi analoghe dell'epoca, e che permise la vittoria sulla Prussia nella battaglia di Valmy nel 1792.

## Biografia

### Origini e formazione
Nato ad Amiens, suo padre Jean Vaquette, signore de Gribeauval, era magistrato. Si arruolò in artiglieria (Artillerie royale) nel 1732. Fu promosso ufficiale nel 1735, in quel periodo, oltre ai compiti militari, dedicava parte del suo tempo a studi scientifici. Nel 1752 fu nominato capitano e comandante di compagnia nell'arma del genio (mineurs).

### La guerra dei sette anni
Successivamente fu inviato in missione in Prussia, poi, promosso tenente colonnello, fu distaccato presso l'esercito imperiale, immediatamente prima dell'inizio della guerra dei sette anni. Si distinse nell'assedio di Glatz e nella difesa di Schweidnitz. Ebbe il comando dell'artiglieria austriaca agli ordini del principe di Liechtenstein. Catturato dai prussiani, fu liberato con uno scambio di prigionieri e rientrò in Austria, dove fu decorato dall'imperatrice in persona con l'Ordine Militare di Maria Teresa.

### Il rientro in Francia e l'esilio
Al rientro in Francia fu promosso maresciallo di campo (maréchal de camp), diventando poi nel 1764 ispettore dell'artiglieria con la contemporanea promozione a tenente generale (lieutenante général) e la nomina commendatore dell'Ordine di San Luigi. A partire dal 1765 (essendo ministro della guerra il duca de Choiseul) diede il via alla modernizzazione dell'artiglieria e del corpo del genio guastatori (corps des mines). Durante l'espletamento di questo incarico ebbe un ruolo decisivo nel favorire la realizzazione di una costosissima invenzione del suo ex commilitone Nicolas Cugnot, destinata nei secoli successivi a mutare il destino dell'umanità: il veicolo automobile.
Dopo l'esilio del duca de Choiseul, suo protettore, nel 1774 Gribeauval cadde in disgrazia a causa dei contrasti con i Vallière (padre e figlio), che reintrodussero il sistema d'artiglieria precedente alla riforma; si ritirò nelle sue terre in Piccardia e a Bovelles fece costruire il suo castello.

### La riforma dell'artiglieria
Venne richiamato in servizio nel 1776, anno della morte di Vallière padre, dal ministro della guerra Saint-Germain, in seguito ad una decisione presa nel 1774 da una commissione di cui facevano parte tutti i marescialli di Francia. Il ministro lo nominò direttore dell'artiglieria e gli chiese di continuare l'opera, già iniziata, di rinnovamento. In quel periodo fu nominato gran croce dell'Ordine di San Luigi.
Sulla falsariga delle riforme effettuate dall'artiglieria austriaca e, soprattutto, da quella prussiana, di cui aveva potuto verificare l'efficacia nel corso del periodo in cui era stato distaccato in Austria, iniziò una razionalizzazione dell'artiglieria, rendendo fra l'altro gli affusti contemporaneamente più resistenti e più mobili sul campo di battaglia. Standardizzò e diminuì di numero i calibri delle bocche da fuoco. Nel 1776 pubblicò i suoi studi come Tavole delle costruzioni dei principali sistemi d'artiglieria (Table des constructions des principaux attirails de l'artillerie ... de M. de Gribeauval).

## Il "sistema Gribeauval"
Tutta l'artiglieria terrestre francese era divisa in quattro classi di impiego: d'assedio, da fortezza, da costa e da campagna. Le prime tre classi erano praticamente fisse (anche l'artiglieria d'assedio poteva muoversi solo con grandi difficoltà), mentre la quarta (artiglieria da campagna) doveva essere sufficientemente mobile per permettere all'artiglieria di muovere almeno con la fanteria, e fu proprio su questa che incise maggiormente la riforma.
Il sistema di artiglieria Gribeauval prevedeva per l'artiglieria da campagna cannoni fusi in bronzo del calibro (determinato dal peso della palla) di 4, 8 e 12 libbre (ossia, approssimativamente, di 2, 4 e 6 kg), più un pezzo da montagna da 1 libbra. La gittata utile era di circa 600 m con carica a mitraglia e di 800 m per le palle piene. Sfruttando la tecnica del rimbalzo queste ultime potevano essere letali fino a circa 2000 m. Questi pezzi potevano sparare fino a due colpi al minuto, con serventi bene addestrati.
Oltre ai cannoni era previsto l'utilizzo di un obice da 220 mm (8 pollici francesi), che poteva lanciare fino a 1200 m una granata del peso di 14 kg con un involucro di ferro cavo pieno di polvere esplosiva, nella polvere era inserito un innesco munito di due micce che prendevano fuoco all'atto dello sparo.
Tutti i pezzi erano forniti di un congegno di alzo a vite per dare alla canna l'opportuno angolo di tiro.
| Pezzo        | Serventi | Artiglieri | Fanteria | Gitta max (m) |
| 12 lb        | 15       | 8          | 7        | 1800          |
| 6 lb         | 13       | 8          | 5        | 1500          |
| 4 lb         | 8        | 5          | 3        | 1200          |
| 6 in (obice) | 13       | 8          | 5        | 1200          |

I serventi organici per un pezzo da 12 lb erano due cannonieri, sei serventi al pezzo ed eventualmente sette serventi di fanteria (portamunizioni) in caso di necessità, per un totale di 15 uomini.
Il sistema di artiglieria di Gribeauval è notevole anche nell'ambito della rivoluzione industriale, in quanto fu uno dei primi esempi di standardizzazione di prodotti, destinata ad una produzione in cui veniva tenuto conto dell'intercambiabilità della parti. Prima della definizione del sistema gli affusti e le bocche da fuoco erano costruiti da ogni arsenale secondo i propri criteri, talvolta operando volutamente in modo difforme dagli altri, Gribeauval impose che tutti gli affusti, e tutti particolari relativi, fossero costruiti secondo un unico disegno, che arrivò a definire le dimensioni con la precisione almeno di un quarto di linea (2,228 mm) e predisponendo la costruzione di dime per verificare la rispondenza del pezzo ai requisiti. In questo modo il carico logistico della parti di ricambio fu notevolmente diminuito, dovendosi trasportare solo un numero limitato di pezzi, e non tutta una serie, sulla base di quanto prodotto dai diversi arsenali.

## Riconoscimenti
Nel 1847 gli fu intitolata una via di Parigi nel VII arrondissement nella zona di Place de la Concorde.